# Z.O.A
조아 (Z.O.A, ゾア, ZoologicalOlacigoloporhtnA)는 1984년 모리카와 세이이치로를 중심으로 결성된 J-ROCK 밴드이다.

## 개요
하드코어 펑크, 고딕 록, 노이즈 뮤직/인더스트리얼 음악 등의 성향으로 게릴라식 연주활동을 많이 했다. 이 요소들을 결합하고 자신들만의 독특한 음악성을 만들어낸데다 기묘한 메이크업을 하고 팔을 칼로 긋는다거나 병을 깨서 던진다거나 하는 모리카와의 퍼포먼스로 팬층을 넓혀갔다. 86년 첫 EP를 내고  루인즈 (밴드), YBO2, 보어덤스 등과 함께 연주를 했다. 9월에 모리카와 외의 멤버들이 모두 SODOM에서 연주하게 되자 모리카와는 YBO2에서 기타를 맡기도 했다.
87년 쿠로키 신지가 가입하면서 조아의 멤버들이 돌아와 활동을 재개했다. 두번째 EP OFF BLACK을 내면서 아방/프로그 사운드가 더 강해졌다. 88년 1집을 내면서 본격적인 활동을 했으며 주로 트랜스 레코드의 YBO2, Asylum, Sodom 등의 밴드들과 함께 연주했다.
89년 2집을, 91년 3집을 내고 밴드는 휴지기이다. 요시다 타츠야가 참여한 라이브 음원을 93년에 발매했다. 여러 팀에서 활동하던 모리카와는 2000년에 4집을 냈지만 역시 금방 활동을 중지했다. 2015년 결성 35주년 기념 라이브를 1회성으로 가졌다..

## 음반 목록
- Z.O.A（1986） ※12インチEP
- OFF BLACK（1987） ※12インチEP
- HUMANICAL GARDEN（1988）
- BURMMA（1989）
  - Melancholiac Composers With No Destination（1990） ※ライブ・アルバム
- Confusion in Normality（1991）
  - MISERY-melancholiac composers with no destination 2（1992） ※ライブ・アルバム
  - 太陽の序曲 OVERTURE TO THE SUN-melancholiac composers with no destination 4（1993） ※ライブ・アルバム
  - Humanical Garden 19th from 99to00（1999） ※ライブ・アルバム
- 仮想の人=The moon said that you are the moon（2000）

## 원본 각주
1. ↑  lacigoloporhtnAの綴りを逆順にするとanthropoloical（人類学的な）となる。結成当初は、Zionist Organization of America（アメリカシオニスト機構）の略称をそのままバンド名としていた。
2. ↑  “Z.O.A バイオグラフィー／小野島大（Listen Japan）より”. 2013년 9월 26일에 원본 문서에서 보존된 문서. 2013년 2월 4일에 확인함.
3. ↑  AUTO-MOD結成35周年記念公演第1弾 『時の葬列～方舟の章 Vol.3』